# Burckella richii
Burckella richii là một loài thực vật có hoa trong họ Hồng xiêm. Loài này được (A.Gray) H.J.Lam mô tả khoa học đầu tiên năm 1952.